# Die Another Day (Madonna)
Die Another Day is een single van Madonna en tevens de titelsong van Die Another Day uit 2002, afkomstig van het album "Die Another Day Original Soundtrack" en van Madonna's album American Life uit 2003. De single haalde de 4e plaats in de Top 40 en werd Dancesmash op Radio 538.

## Achtergrondinformatie
In 2002 werd bekendgemaakt dat Madonna de titelsong zou gaan zingen van de nieuwste James Bondfilm, Die Another Day. Aanvankelijk circuleerde Can't you see my mind als titel van het lied; later bleek de titel toch gelijk te zijn aan de filmtitel.

## Videoclip
De bijbehorende videoclip werd geregisseerd door het Zweedse regisseurs-duo Traktor, en borduurt voort op de gewelddadige thematiek die ook de videoclip van What It Feels Like for a Girl (2001) en later ook American Life (2003) kenmerkt.
Het is een van Madonna's duurste videoclips. Dit wordt vooral veroorzaakt door de vele special effects.